# Ryszard Szurkowski
Ryszard Jan Szurkowski (Świebodów, Baixa Silèsia, 12 de gener de 1946 - 31 de gener de 2021) va ser un ciclista polonès que va córrer entre 1968 i 1984.
Durant la seva carrera esportiva va prendre part en dues edicions dels Jocs Olímpics, el 1972, a Múnic, i el 1976, a Mont-real, en què guanyà dues medalles de plata, sempre en la contrarellotge per equips. També va guanyar tres medalles d'or i una de plata en diferents campionats del món amateur.
En el seu palmarès també destaquen quatre edicions de la Cursa de la Pau, el 1970, 1971, 1973 i 1975; i tretze campionats nacionals en diferents modalitats.

## Palmarès
- 1968
  -  Campió de Polònia de ciclo-cross
  - Vencedor d'una etapa de la Volta a Polònia
- 1969
  -  Campió de Polònia en ruta
  -  Campió de Polònia de ciclo-cross
  - 1r del Circuit de La Sarthe
  - Vencedor de 2 etapes de la Volta a Polònia
  - Vencedor d'una etapa de la Cursa de la Pau
- 1970
  - 1r de la Cursa de la Pau i vencedor de 3 etapes
  - 1r del Campionat d'Escandinàvia per equips
  - Vencedor de 2 etapes de la Volta a Algèria
  - Vencedor d'una etapa del Circuit de La Sarthe
- 1971
  - 1r de la Cursa de la Pau i vencedor de 2 etapes
  - 1r de la Volta a Bulgària i vencedor de 4 etapes
  - Vencedor de 2 etapes de la Volta a Polònia
  - Vencedor de 2 etapes de la Volta a Algèria
  - Vencedor d'una etapa del Gran Premi Guillem Tell
- 1972
  - 1r al Tour de l'Eure i Loir
  - 1r a la Scottish Milk Race i vencedor de 2 etapes
  - Vencedor de 4 etapes de la Volta a Algèria
  - Vencedor de 3 etapes de la Cursa de la Pau
  -  Medalla de plata als Jocs Olímpics de Múnic en contrarellotge per equips
- 1973
  -  Campió del món en ruta amateur
  -  Campió del món amateur de la cursa per equips
  - 1r de la Cursa de la Pau i vencedor de 3 etapes
  - Vencedor de 5 etapes de la Volta a Polònia
- 1974
  -  Campió de Polònia en ruta
  -  Campió de Polònia de muntanya
  - 1r al Tour del Llemosí
  - Vencedor de 2 etapes de la Volta a Polònia
  - Vencedor d'una etapa del Tour de l'Avenir
  - Vencedor d'una etapa del Tour of Britain
  - 1r a la Małopolski Wyścig Górski
- 1975
  -  Campió del món amateur de la cursa per equips
  -  Campió de Polònia en ruta
  -  Campió de Polònia de contrarellotge per equips
  - 1r de la Cursa de la Pau i vencedor d'una etapa
  - 1r a l'Archer Grand Prix
  - Vencedor de 2 etapes de la Scottish Milk Race
  - Vencedor d'una etapa del Circuit de La Sarthe
  - Vencedor d'una etapa del Tour de Loir i Cher
- 1976
  -  Campió de Polònia de contrarellotge per equips
  - Vencedor de 3 etapes del Tour of Britain
  -  Medalla de plata als Jocs Olímpics de Mont-real en contrarellotge per equips
- 1977
  - 1r a la Volta a Turquia
  - Vencedor d'una etapa del Tour of Britain
  - 1r a la Małopolski Wyścig Górski
  - 1r a la Dookoła Mazowsza
  - 1r a la Puchar Ministra Obrony Narodowej
- 1978
  -  Campió de Polònia en ruta
  - 1r a la Szlakiem Grodów Piastowskich
  - 1r a la Dookoła Mazowsza
  - Vencedor de 4 etapes de la Volta a Àustria
- 1979
  -  Campió de Polònia en ruta
  - Vencedor de 2 etapes de la Volta a Polònia
  - Vencedor d'una etapa de la Volta al Táchira
- 1980
  - 1r a la Puchar Ministra Obrony Narodowej
  - Vencedor d'una etapa de la Volta a Àustria
- 1981
  - 1r a la Szlakiem Grodów Piastowskich
  - 1r a la Fletxa d'or (amb Tadeusz Mytnik)
  - Vencedor d'una etapa de l'Olympia's Tour
- 1984
  - Vencedor d'una etapa de la Volta a Polònia
  - 1r al Memorial Józef Grundmann